# Lanskeri (ö i Kymmenedalen)
Lanskeri är en ö i Finland. Den ligger i Finska viken och i kommunen Fredrikshamn i den ekonomiska regionen  Kotka-Fredrikshamn i landskapet Kymmenedalen, i den södra delen av landet. Ön ligger omkring 32 kilometer öster om Kotka och omkring 140 kilometer öster om Helsingfors.
Öns area är 15,1 hektar och dess största längd är 1 kilometer i sydöst-nordvästlig riktning.

## Klimat
Inlandsklimat råder i trakten. Årsmedeltemperaturen i trakten är 6 °C. Den varmaste månaden är augusti, då medeltemperaturen är 16 °C, och den kallaste är januari, med −4 °C.